# Міжнародна фінансова організація
Міжнародна фінансова організація — організація, створювана на основі міждержавних (міжнародних) угод у сфері міжнародних фінансів. Учасниками угод можуть виступати держави і недержавні інститути.